# 3ª edizione dei Satellite Awards
La terza edizione dei Satellite Award si è tenuta il 17 febbraio 1999.

## Cinema

### Miglior film drammatico
- La sottile linea rossa (The Thin Red Line), regia di Terrence Malick
- Demoni e dei (Gods and Monsters), regia di Bill Condon
- Elizabeth, regia di Shekhar Kapur
- The General, regia di John Boorman
- Salvate il soldato Ryan (Saving Private Ryan), regia di Steven Spielberg

### Miglior film commedia o musicale
- Shakespeare in Love, regia di John Madden
- C'è posta per te (You've Got Mail), regia di Nora Ephron
- Little Voice - È nata una stella (Little Voice), regia di Mark Herman
- Pleasantville, regia di Gary Ross
- Svegliati Ned (Waking Ned), regia di Kirk Jones

### Miglior film straniero
- Central do Brasil, regia di Walter Salles • Brasile
- Festen - Festa in famiglia (Festen), regia di Thomas Vinterberg • Danimarca
- La séparation, regia di Christian Vincent • Francia
- Solo le nuvole (Bare skyer beveger stjernene), regia di Torun Lian • Norvegia
- La vita è bella, regia di Roberto Benigni • Italia

### Miglior film d'animazione o a tecnica mista
- A Bug's Life - Megaminimondo (A Bug's Life), regia di John Lasseter
- Mulan, regia di Tony Bancroft e Barry Cook
- Il principe d'Egitto (The Prince of Egypt), regia di Simon Wells, Brenda Chapman e Steve Hickner
- Rugrats - Il film (The Rugrats Movie), regia di Igor Kovaljov e Norton Virgien
- Z la formica (Antz), regia di Eric Darnell e Tim Johnson

### Miglior film documentario
- Ayn Rand: A Sense of Life, regia di Michael Paxton
- The Cruise, regia di Bennett Miller
- The Farm: Angola, USA, regia di Liz Garbus, Wilbert Rideau e Jonathan Stack
- Kurt & Courtney, regia di Nick Broomfield
- Public Housing, regia di Frederick Wiseman

### Miglior regista
- Terrence Malick – La sottile linea rossa (The Thin Red Line)
- John Boorman – The General
- Shekhar Kapur – Elizabeth
- Gary Ross – Pleasantville
- Steven Spielberg – Salvate il soldato Ryan (Saving Private Ryan)

### Miglior attore in un film drammatico
- Edward Norton – American History X
- Stephen Fry – Wilde
- Brendan Gleeson – The General
- Derek Jacobi – Love Is the Devil (Love Is the Devil: Study for a Portrait of Francis Bacon)
- Ian McKellen – Demoni e dei (Gods and Monsters)
- Nick Nolte – Affliction

### Miglior attrice in un film drammatico
- Cate Blanchett – Elizabeth
- Helena Bonham Carter – La teoria del volo (The Theory of Flight)
- Fernanda Montenegro – Central do Brasil
- Susan Sarandon – Nemiche amiche (Stepmom)
- Meryl Streep – La voce dell'amore (One True Thing)
- Emily Watson – Hilary e Jackie (Hilary and Jackie)

### Miglior attore in un film commedia o musicale
- Ian Bannen – Svegliati Ned (Waking Ned)
- Warren Beatty – Bulworth - Il senatore
- Jeff Bridges – Il grande Lebowski (The Big Lebowski)
- Michael Caine – Little Voice - È nata una stella (Little Voice)
- David Kelly – Svegliati Ned (Waking Ned)
- Robin Williams – Patch Adams

### Miglior attrice in un film commedia o musicale
- Christina Ricci – The Opposite of Sex - L'esatto contrario del sesso (The Opposite of Sex)
- Jane Horrocks – Little Voice - È nata una stella (Little Voice)
- Holly Hunter – Kiss (Living Out Loud)
- Gwyneth Paltrow – Shakespeare in Love
- Meg Ryan – C'è posta per te (You've Got Mail)

### Miglior attore non protagonista in un film drammatico
- Donald Sutherland – No Limits (Without Limits)
- Robert Duvall – A Civil Action
- Jason Patric – Amici & vicini (Your Friends & Neighbors)
- Tom Sizemore – Salvate il soldato Ryan (Saving Private Ryan)
- Billy Bob Thornton – Soldi sporchi (A Simple Plan)

### Miglior attrice non protagonista in un film drammatico
- Kimberly Elise – Beloved
- Kathy Burke – Ballando a Lughnasa (Dancing at Lughnasa)
- Beverly D'Angelo – American History X
- Thandie Newton – Beloved
- Lynn Redgrave – Demoni e dei (Gods and Monsters)

### Miglior attore non protagonista in un film commedia o musicale
- Bill Murray – Rushmore
- Jeff Daniels – Pleasantville
- John Goodman – Il grande Lebowski (The Big Lebowski)
- Bill Nighy – Still Crazy
- Geoffrey Rush – Shakespeare in Love

### Miglior attrice non protagonista in un film commedia o musicale
- Joan Allen – Pleasantville
- Kathy Bates – I colori della vittoria (Primary Colors)
- Brenda Blethyn – Little Voice - È nata una stella (Little Voice)
- Julianne Moore – Il grande Lebowski (The Big Lebowski)
- Joan Plowright – Dance with Me

### Miglior sceneggiatura originale
- Gary Ross – Pleasantville (Pleasantville)
- Marcos Bernstein e João Emanuel Carneiro – Central do Brasil
- David McKenna – American History X
- Marc Norman e Tom Stoppard – Shakespeare in Love
- Robert Rodat – Salvate il soldato Ryan (Saving Private Ryan)

### Miglior sceneggiatura non originale
- Bill Condon – Demoni e dei (Gods and Monsters)
- Adam Brooks, Akosua Busia e Richard LaGravenese – Beloved
- Frank Cottrell Boyce – Hilary e Jackie (Hilary and Jackie)
- Mark Herman – Little Voice - È nata una stella (Little Voice)
- Terrence Malick – La sottile linea rossa (The Thin Red Line)

### Miglior montaggio
- Michael Kahn – Salvate il soldato Ryan (Saving Private Ryan)
- David Gamble – Shakespeare in Love
- William Goldenberg – Pleasantville
- Andy Keir e Carol Littleton – Beloved
- Billy Weber – La sottile linea rossa (The Thin Red Line)

### Miglior fotografia
- John Toll – La sottile linea rossa (The Thin Red Line)
- Tak Fujimoto – Beloved
- Richard Greatrex – Shakespeare in Love
- Janusz Kamiński – Salvate il soldato Ryan (Saving Private Ryan)
- John Lindley – Pleasantville

### Miglior scenografia
- Dennis Gassner – The Truman Show (The Truman Show)
- Martin Childs – Shakespeare in Love (Shakespeare in Love)
- John Myhre – Elizabeth (Elizabeth)
- Jeannine Oppewall – Pleasantville (Pleasantville)
- Kristi Zea – Beloved (Beloved)

### Migliori costumi
- Alexandra Byrne – Elizabeth
- Colleen Atwood – Beloved (Beloved)
- Jenny Beavan – La leggenda di un amore - Cinderella (Ever After)
- Judianna Makovsky – Pleasantville (Pleasantville)
- Sandy Powell – Shakespeare in Love (Shakespeare in Love)

### Miglior colonna sonora
- Hans Zimmer – La sottile linea rossa (The Thin Red Line)
- Randy Newman – Pleasantville (Pleasantville)
- Rachel Portman – Beloved (Beloved)
- John Williams – Salvate il soldato Ryan (Saving Private Ryan)
- Gabriel Yared – City of Angels - La città degli angeli (City of Angels)

### Miglior canzone originale
- I Don't Want to Miss a Thing (Aerosmith), musica e testo di Diane Warren – Armageddon - Giudizio finale (Armageddon)
- Anyone at All (Carole King), musica e testo di Carole King e Carole Bayer Sager – C'è posta per te (You've Got Mail)
- The Flame Still Burns (Strange Fruit & Jimmy Nail), musica e testo di Marti Frederiksen, Mick Jones e Chris Difford – Still Crazy
- That'll Do (Peter Gabriel), musica e testo di Randy Newman – Babe va in città (Babe: Pig in the City)
- When You Believe (Mariah Carey & Whitney Houston), musica e testo di Stephen Schwartz – Il principe d'Egitto (The Prince of Egypt)

### Migliori effetti visivi
- Ellen Somers – Al di là dei sogni (What Dreams May Come)
- Animal Logic, Mill Film, Rhythm & Hues – Babe va in città (Babe: Pig in the City)
- Neil Corbould, Stefen Fangmeier e Roger Guyett – Salvate il soldato Ryan (Saving Private Ryan)
- Terry D. Frazee – Star Trek - L'insurrezione (Star Trek: Insurrection)
- Richard R. Hoover e Pat McClung – Armageddon - Giudizio finale (Armageddon)

## Televisione

### Miglior serie drammatica
- Oz
- E.R. - Medici in prima linea (ER)
- Jarod il camaleonte (The Pretender)
- NYPD - New York Police Department (NYPD Blue)
- X-Files (The X-Files)

### Miglior serie commedia o musicale
- Ellen
- Una famiglia del terzo tipo (3rd Rock from the Sun)
- Frasier
- Innamorati pazzi (Mad About You)
- Susan (Suddenly Susan)

### Miglior miniserie o film per la televisione
- Dalla Terra alla Luna (From the Earth to the Moon)
- Dopo la guerra del Golfo (Thanks of a Grateful Nation), regia di Rod Holcomb
- Gia - Una donna oltre ogni limite (Gia), regia di Michael Cristofer
- La guerra dei bugiardi (A Bright Shining Lie), regia di Terry George
- More Tales of the City

### Miglior attore in una serie drammatica
- Ernie Hudson – Oz
- George Clooney – E.R. - Medici in prima linea (ER)
- Dylan McDermott – The Practice - Professione avvocati (The Practice)
- Jimmy Smits – NYPD - New York Police Department (NYPD Blue)
- Michael T. Weiss – Jarod il camaleonte (The Pretender)

### Miglior attrice in una serie drammatica
- Jeri Ryan – Star Trek: Voyager
- Gillian Anderson – X-Files (The X-Files)
- Sharon Lawrence – NYPD - New York Police Department (NYPD Blue)
- Rita Moreno – Oz
- Andrea Parker – Jarod il camaleonte (The Pretender)

### Miglior attore in una serie commedia o musicale
- Drew Carey – The Drew Carey Show
- Michael J. Fox – Spin City
- Kelsey Grammer – Frasier
- John Lithgow – Una famiglia del terzo tipo (3rd Rock from the Sun)
- Paul Reiser – Innamorati pazzi (Mad About You)

### Miglior attrice in una serie commedia o musicale
- Ellen DeGeneres – Ellen
- Calista Flockhart – Ally McBeal
- Helen Hunt – Innamorati pazzi (Mad About You)
- Phylicia Rashād – I Robinson (Cosby)
- Brooke Shields – Susan (Suddenly Susan)

### Miglior attore in una miniserie o film per la televisione
- Delroy Lindo – Glory & Honor
- Cary Elwes – La guerra privata del Pentagono (The Pentagon Wars)
- Laurence Fishburne – Vite difficili (Always Outnumbered)
- Kevin Pollak – Dalla Terra alla Luna (From the Earth to the Moon)
- Patrick Stewart – Moby Dick

### Miglior attrice in una miniserie o film per la televisione
- Angelina Jolie – Gia - Una donna oltre ogni limite (Gia)
- Olympia Dukakis – More Tales of the City
- Mia Farrow – Miracolo a mezzanotte (Miracle at Midnight)
- Barbara Hershey – The Staircase
- Jennifer Jason Leigh – Dopo la guerra del Golfo (Thanks of a Grateful Nation)

### Miglior attore non protagonista in una miniserie o film per la televisione
- David Clennon – Dalla Terra alla Luna (From the Earth to the Moon)
- Brian Dennehy – Dopo la guerra del Golfo (Thanks of a Grateful Nation)
- Lance Henriksen – The Day Lincoln Was Shot
- Martin Short – Merlino (Merlin)
- Daniel Williams – Vite difficili (Always Outnumbered)

### Miglior attrice non protagonista in una miniserie o film per la televisione
- Rita Wilson – Dalla Terra alla Luna (From the Earth to the Moon)
- Jackie Burroughs – More Tales of the City
- Faye Dunaway – Gia - Una donna oltre ogni limite (Gia)
- Shirley Knight – Il matrimonio di Shelby (The Wedding)
- Amy Madigan – La guerra dei bugiardi (A Bright Shining Lie)

## Altri premi

### Miglior cast in un film
- La sottile linea rossa (The Thin Red Line) – Jim Caviezel, Sean Penn, Adrien Brody, Nick Nolte, Elias Koteas, Ben Chaplin, Dash Mihok, John Cusack, John C. Reilly, Woody Harrelson, Miranda Otto, Jared Leto, George Clooney, John Travolta, Nick Stahl, John Savage, Tim Blake Nelson, Kirk Acevedo, Thomas Jane, Penelope Allen

### Miglior talento emergente
- Eamonn Owens – The Butcher Boy

### Mary Pickford Award
- Alan J. Pakula (postumo)